# B&B Hotels-KTM
B&B Hotels-KTM (código UCI: BBK) fue un equipo ciclista profesional francés de categoría UCI ProTeam desde la temporada 2018 hasta la 2022. Participó en las divisiones de ciclismo UCI ProSeries, y los Circuitos Continentales UCI, corriendo asimismo en aquellas carreras del circuito UCI WorldTour a las que era invitado.

## Corredor mejor clasificado en las Grandes Vueltas
| Año  | Giro de Italia | Tour de Francia            | Vuelta a España |
| ---- | -------------- | -------------------------- | --------------- |
| 2018 | -              | -                          | -               |
| 2019 | -              | -                          | -               |
| 2020 | -              | 18.º Pierre Rolland        | -               |
| 2021 | -              | 22.º Franck Bonnamour      | -               |
| 2022 | -              | 34.º Sebastian Schönberger | -               |

## Sede
El conjunto tuvo su sede en Theix, Francia.

## Material ciclista

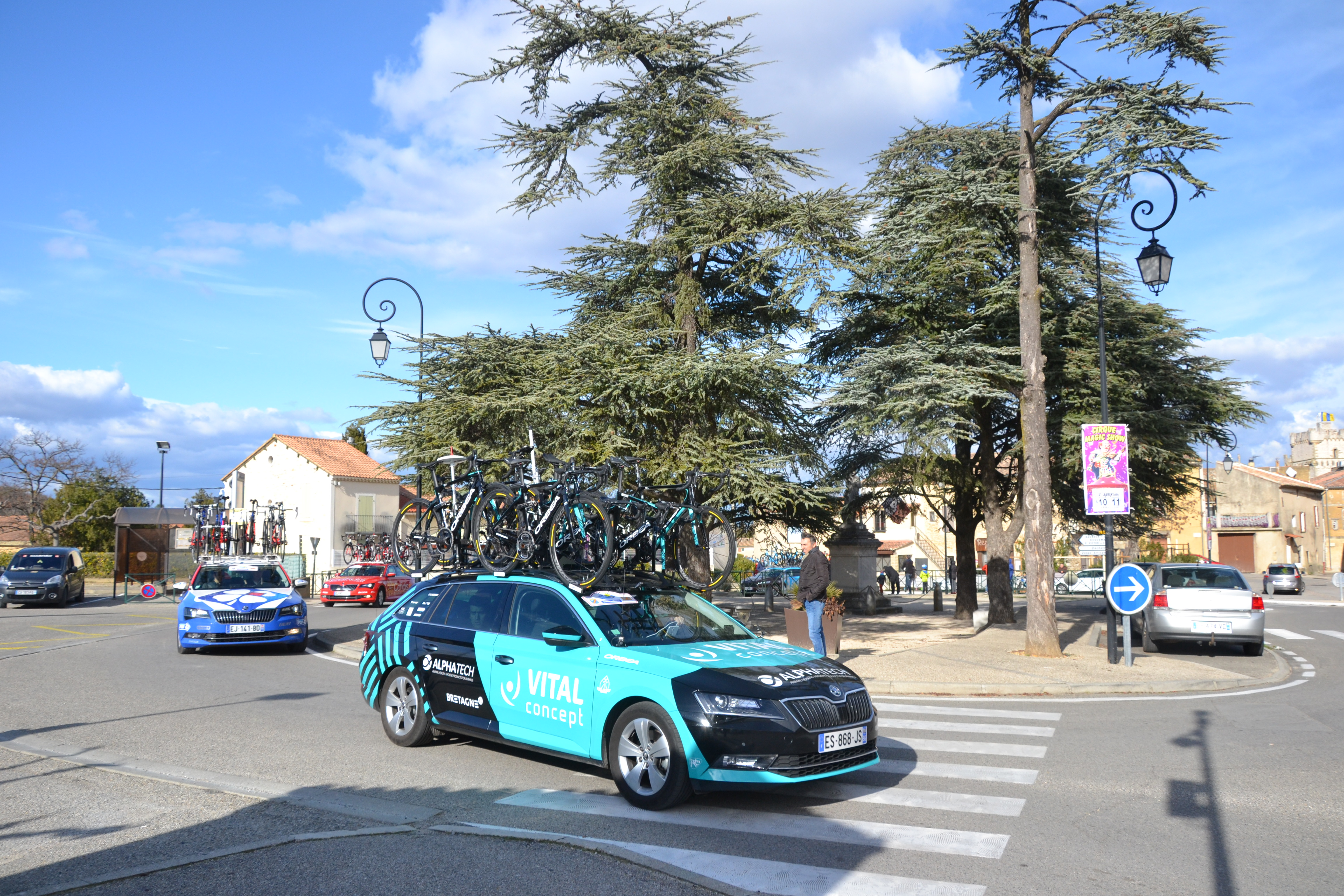
Vehículo del equipo.

Las bicicletas con las que compitieron eran de la marca KTM.

## Equipo filial
El Vélo Club Pays de Loudéac fue el conjunto filial del equipo.

## Clasificaciones UCI
A partir de 2005 la UCI instauró los Circuitos Continentales UCI, donde el equipo está desde que se creó en 2018, registrado dentro del UCI Europe Tour.

### UCI Asia Tour
| Temporada | Clasificación por equipos | Mejor corredor | Posición |
| 2018      | 40.º                      | Bryan Coquard  | 105.º    |

### UCI Europe Tour
| Temporada | Clasificación por equipos | Mejor corredor  | Posición |
| 2018      | 11.º                      | Lorrenzo Manzin | 75.º     |
| 2019      | 8.º                       | Bryan Coquard   | 58.º     |
| 2020      | 7.º                       | Bryan Coquard   | 119.º    |

## Palmarés
Para años anteriores véase: Palmarés del B&B Hotels-KTM

### Palmarés 2022

#### UCI WorldTour
| Fechas | Carreras | Ganador |

#### UCI ProSeries
| Fechas | Carreras | Ganador |

#### Circuitos Continentales UCI
| Fechas           | Circuito             | Carreras                       | Ganador          |
| 26 de febrero    | UCI Africa Tour 2022 | 7.ª etapa del Tour de Ruanda   | Alan Boileau     |
| 26 de mayo       | UCI Europe Tour 2022 | 2.ª etapa del Alpes Isère Tour | Quentin Jauregui |
| 27 de mayo       | UCI Europe Tour 2022 | 3.ª etapa del Alpes Isère Tour | Victor Koretzky  |
| 14 de agosto     | UCI Europe Tour 2022 | Polynormande                   | Franck Bonnamour |
| 30 de septiembre | UCI Europe Tour 2022 | 4.ª etapa de la CRO Race       | Axel Laurance    |

#### Campeonatos nacionales
| Fechas | Carreras | Ganador |

## Plantilla
Para años anteriores véase: Plantillas del B&B Hotels-KTM

### Plantilla 2022
| Nombre                | Nacimiento | Nacionalidad | Equipo 2021                    |
| Pierre Barbier        | 25/09/1994 | Francia      | Team Delko                     |
| Cyril Barthe          | 14/02/1996 | Francia      | B&B Hotels p/b KTM             |
| Alan Boileau          | 25/06/1999 | Francia      | B&B Hotels p/b KTM             |
| Franck Bonnamour      | 20/06/1995 | Francia      | B&B Hotels p/b KTM             |
| Maxime Chevalier      | 16/05/1999 | Francia      | B&B Hotels p/b KTM             |
| Jens Debusschere      | 28/08/1989 | Bélgica      | B&B Hotels p/b KTM             |
| Thibault Ferasse      | 12/09/1994 | Francia      | B&B Hotels p/b KTM             |
| Cyril Gautier         | 26/09/1987 | Francia      | B&B Hotels p/b KTM             |
| Alexis Gougeard       | 05/03/1993 | Francia      | AG2R Citroën Team              |
| Miguel Heidemann      | 27/01/1998 | Alemania     | Leopard Pro Cycling            |
| Jonathan Hivert       | 23/03/1985 | Francia      | B&B Hotels p/b KTM             |
| Quentin Jauregui      | 22/04/1994 | Francia      | B&B Hotels p/b KTM             |
| Victor Koretzky       | 26/08/1994 | Francia      | Neoprofesional                 |
| Adrien Lagrée         | 25/04/1997 | Francia      | B&B Hotels p/b KTM (stagiaire) |
| Axel Laurance         | 13/04/2001 | Francia      | B&B Hotels p/b KTM (stagiaire) |
| Jérémy Lecroq         | 07/04/1995 | Francia      | B&B Hotels p/b KTM             |
| Cyril Lemoine         | 03/03/1983 | Francia      | B&B Hotels p/b KTM             |
| Eliot Lietaer         | 15/08/1990 | Bélgica      | B&B Hotels p/b KTM             |
| Julien Morice         | 20/07/1991 | Francia      | B&B Hotels p/b KTM             |
| Luca Mozzato          | 15/02/1998 | Italia       | B&B Hotels p/b KTM             |
| Raphael Parisella     | 23/10/2002 | Canadá       | Rally Cycling (stagiaire)      |
| Pierre Rolland        | 10/10/1986 | Francia      | B&B Hotels p/b KTM             |
| Sebastian Schönberger | 14/05/1994 | Austria      | B&B Hotels p/b KTM             |
| Jordi Warlop          | 04/06/1996 | Bélgica      | Sport Vlaanderen-Baloise       |

Stagiaires

Desde el 1 de agosto, los siguientes corredores pasaron a formar parte del equipo como stagiaires (aprendices a prueba).
| Corredor        | Nacimiento | Nacionalidad | Equipo 2022 |
| --------------- | ---------- | ------------ | ----------- |
| Florian Dauphin | 06/04/1999 | Francia      |             |
| Nolann Mahoudo  | 17/11/2002 | Francia      |             |
| Louis Rouland   | 21/10/2002 | Francia      |             |